# シリル・ハフェルマンス
シリル・ハフェルマンス（Cyriel Havermans、1948年10月10日 - ）は、オランダのロック・ミュージシャン。ボーカリスト。
1970年に結成され、国際的に成功したオランダのロック・バンドの最古参の一つであるフォーカスの2代目のベーシスト。

## 来歴

### 初期の来歴
バヴェル生まれ。1965年、17歳の時にPeter and the Beatsにベーシストとして加入。翌1966年にThe Heraldsに加入して'I Wish I Was Strong'をシングルとして発表した。1967年5月、Spatial Conceptを結成してリード・ボーカルとベース・ギターを担当したが、成功しなかった。翌1968年、ポップ・グループのBig Wheelを結成して計3作のシングルを発表した。

### フォーカス
ハフェルマンスは、同郷の馴染みであるボーカリストのカズ・ルックス（Kaz Lux）に、ルックスが在籍していたブレインボックスに加わらないかと誘われた。彼の加入は実現しなかったが、この誘いがきっかけで彼はブレインボックスのヤン・アッカーマン（ギター）とピエール・ファン・デル・リンデン（ドラムス）に知り合った。
1970年、フォーカスのメンバーになったアッカーマンが、フォーカスがデビュー・アルバムを発表した後、脱退してファン・デル・リンデンとハフェルマンスとグループを結成しようとした。アッカーマンはレコード会社に説得されて「ファン・デル・リンデンとハフェルマンスをメンバーにする」という条件の下でフォーカスに留まることにしたので、ハフェルマンスはファン・デル・リンデンと共にフォーカスに加入することになった。1970年12月19日、彼はアムステルダムでタイス・ファン・レール（キーボード、フルート、ボーカル）、アッカーマン、ファン・デル・リンデンと、フォーカスのメンバーとしての初舞台を踏んだ。
1971年、2作目のアルバムFocus IIの録音でベース・ギターとボーカルを担当した後の6月末に、ソロ活動を始める為に3か月後に脱退する意思をメンバーに告げた。そしてフォーカスのライブ活動に3か月間参加した後に脱退した。

### ソロ活動
1973年、初のソロ・アルバムCyrilを発表。ファン・レール、アッカーマン、ファン・デル・リンデンが客演した。
1974年、2作目のソロアルバムMind Waveを発表。
2010年代に、ルックスとステージ活動を行なった。

## ディスコグラフィ

### The Heralds
- I Wish I Was Strong / Wait (For Me)（1966年）[7]　7"シングル

### Big Wheel
- What A Day / Old Songs, New Songs（1969年）[8]　7"シングル
- If I Stay Too Long / Little Woman（1969年）[9]　7"シングル
- Curly Girl / Up Side Down（1970年）[10]　7"シングル

### フォーカス
- 『ムーヴィング・ウェイヴス』 – Moving Waves (1971年)

### ソロ・アルバム
- Cyril（1973年）
- Mind Wave（1974年）